# Gotyal, Indi
Gotyal là một làng thuộc tehsil Indi, huyện Bijapur, bang Karnataka, Ấn Độ.